# Temple protestant de Vichy
Le temple protestant de Vichy est un édifice religieux situé 10 rue du Docteur-Max-Durand-Fardel à Vichy, dans l'Allier. La paroisse est membre de l'Église protestante unie de France.

## Histoire
Un premier temple est construit en 1867 à l'angle de la rue du Portugal et de la place de l'Hôtel-des-Postes. Il est solennellement inauguré le 23 juin 1867, comme l'indique une plaque conservée dans la nef. La construction est financée par une société londonienne, la communauté protestante de l'Allier, un don de l'Église protestante de Bourges, une contribution de l’État de 22 000 francs dans le cadre du régime concordataire français et un don personnel de Napoléon III de 7 000 francs.
Le temple actuel est construit en 1913 pour servir de chapelle anglicane aux Britanniques qui viennent à Vichy pour des cures dans la station thermale.  Son architecte est Samuel Henriquet, fils d'un pasteur suisse et vice-président du conseil presbytéral et concepteur de nombreuses villas à Vichy. Il est inauguré le 2 août 1914. le premier pasteur est André Boyer,.
Après la Première Guerre mondiale, des vitraux sont installés par l'atelier lyonnais Dubost/Simon. Ils sont financés par l'Intercontinental Church Society, une société missionnaire anglicane.
Pendant la Seconde guerre mondiale, le temple est fréquenté par le pasteur Marc Boegner, président de la Fédération protestante de France et de l'Église réformée de France. Dès septembre 1940, il soutient le projet d'action de la Cimade qui permet à Madeleine Barot et Jeanne Merle d'Aubigné d'intervenir au sein du camp de Gurs, afin de porter secours aux internés parmi lesquels se trouve une majorité de réfugiés juifs. Il prend publiquement position au nom des protestants face à la collaboration et aux mesures anti-juives. Il est reconnu comme Juste parmi les nations après-guerre,.

## Architecture
L'édifice est de style néogothique anglais. La porte principale est surmontée d'un gâble à fleuron, qui intègre un bas-relief représentant une Bible ouverte, symbole caractéristique des temples protestant. On y lit « Dieu est Esprit et il faut que ceux qui l'adorent l'adorent en esprit et en vérité Jean.IV.24 ». La menuiserie est ornée du motif de pli de serviette.
À l'intérieur, le décor est exubérant, avec l'aspect touffu des colonnes nervurées, des ramifications foisonnantes de liernes et tiercerons,. Seize vitraux de huit mètres de haut apportent de la lumière avec des tons violets, verts et or, aux motifs géométriques aux formes de fleurs et de flammes.
La chaire est ornée d'une bas-relief représentant une Bible ouverte, sur lequel est inscrit « Haureux ceux qui écoutent la Parole de Dieu et qui la gardent. Luc XI.28. ». Elle est encadrée de deux tableaux des cantiques, et de panneaux rappelant de La Loi à droite et La Grâce à gauche.
Le temple est inscrit comme monument historique en 2002.